# روكابالومبا
روكابالومبا (بالإيطالية: Roccapalumba)‏ هي بلدية في مقاطعة باليرمو في صقلية الإيطالية.

## السكان
في سنة 1861 بلغ عدد السكان 1٬940 نسمة، وتطور العدد ليصل في سنة 2011 لـ 2٬634 نسمة.
يظهر هذا المخطط البياني تطور النمو السكاني لـ روكابالومبا